# 英厄·艾于弗莱斯
英厄·艾于弗莱斯（挪威語：Inger Aufles，1941年5月29日—），挪威女子越野滑雪运动员。她曾代表挪威参加1968年和1972年冬季奥林匹克运动会越野滑雪比赛，获得一枚金牌和二枚铜牌。